# Synodontis melanostictus
Synodontis melanostictus là tên của một loài cá thuộc họ Mochokidae và là đặc hữu của hồ Tanganyika và các nhánh của nó. Nó đã được tìm thấy ở Zambia, Cộng hòa Dân chủ Congo và Burundi. Nó được mô tả lần đầu tiên bởi nhà động vật học người Anh-Bỉ George Albert Boulenger vào năm 1906, dựa trên việc quan sát một mẫu vật được thu thập từ sông Lofubu. Tên loài "melanostictus" có nguồn gốc từ sự kết hợp của từ melano trong tiếng Hy Lạp, có nghĩa là đen và từ stiktos cũng trong tiếng Hy Lạp, có nghĩa là đốm. Điều này đề cập đến những cái đốm đen xuất hiện trên cơ thể của loài cá này.
Chiều dài tối đa của các cá thể đã được phát hiện tính đến hiện tại là 52 cm (20 in)
. Nói chung là những con cái của những loài thuộc chi Synodontis có xu hướng hơi lớn hơn con đực cùng tuổi.
Cách bơi của chúng khá đặc biệt, đó là bơi lộn ngược.
Trong tự nhiên, loài này là loài đặc hữu của hồ Tanganyika mà nhiệt độ của nó là từ 22 đến 26 °C (72 đến 79 °F), độ pH xấp xỉ 8,5 - 9 (có tính kiềm), và dải dH từ 4-15. Nó sinh sống ở các khu vực ven hồ hay đáy có chất nền là vỏ của sò, ốc, cát và bùn. Độ sâu tối đa mà chúng được phát hiện tính đến hiện tại là 150 mét (490 ft).
Các thói quen sinh sản của hầu hết các loài thuộc chi Synodontis thì vẫn không được biết đến, ngoại trừ việc tìm thấy những cá thể con cái có chứa hơn 3.000 quả trứng. Sinh sản có khả năng xảy ra trong mùa lũ từ tháng 7 đến tháng 10 và sau khi kết đôi, con đực và con cái bơi với nhau đến hết mùa sinh sản. Loài thuộc chi Synodontis đa phần là loài ăn tạp nên thức ăn của chúng là ấu trùng côn trùng, tảo, động vật chân bụng, sò, động vật giáp xác và trứng của các loài cá khác. Tốc độ tăng trưởng của những cá thể của loài này tăng nhanh trong năm đầu tiên, sau đó là chậm dần.